# Пхулбани
Пхулбани (англ. Phulbani) — город в индийском штате Орисса. Административный центр округа Кандхамал. Средняя высота над уровнем моря — 485 метров. По данным всеиндийской переписи 2001 года, в городе проживало 33 887 человек, из которых мужчины составляли 53 %, женщины — соответственно 47 %. Уровень грамотности взрослого населения составлял 76 % (при общеиндийском показателе 59,5 %). Уровень грамотности среди мужчин составлял 83 %, среди женщин — 68 %. 12 % населения было моложе 6 лет.